# 埃屈尔塞
埃屈尔塞（法語：Écurcey，法語發音：[ekyʁsɛ]）是法国杜省的一个市镇，位于该省东北部，属于蒙贝利亚尔区。

## 地理
埃屈尔塞（47°24'19"N, 6°48'45"E）面积7.43 平方千米，位于法国勃艮第-弗朗什-孔泰大區杜省，该省份为法国东部内陆省份，北起上索恩省，西接汝拉省，东部及东南部与瑞士接壤，东北部与贝尔福地区省接壤。
与埃屈尔塞接壤的市镇（或旧市镇、城区）包括：芒德尔、蓬德鲁瓦德-韦尔蒙当、罗什莱布拉蒙、欧特绍鲁瓦德。

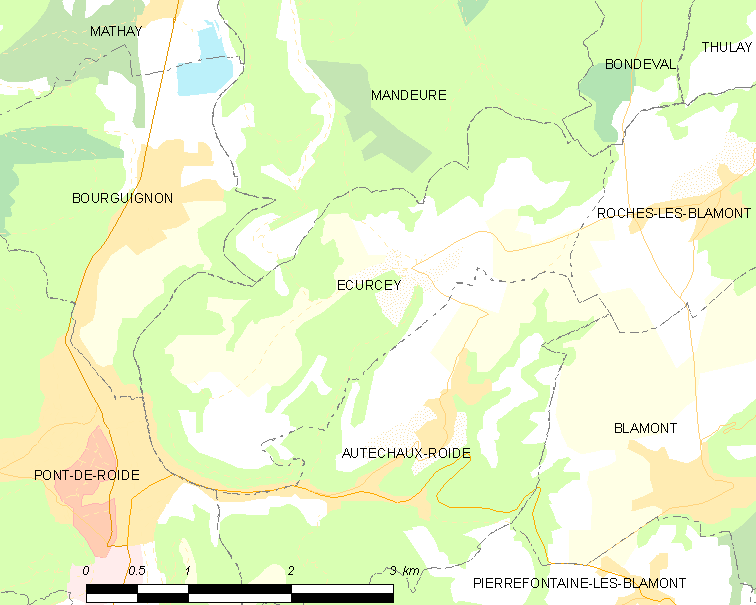
埃屈尔塞的OSM定位图

埃屈尔塞的时区为UTC+01:00、UTC+02:00（夏令时）。

## 行政
埃屈尔塞的邮政编码为25150，INSEE市镇编码为25216。

## 政治
埃屈尔塞所属的省级选区为迈什县。

## 人口

1962-2008年间埃屈尔塞人口变化图示

埃屈尔塞于2022年1月1日时的人口数量为266人。